# Elena Ežova
Elena Igorevna Kuz'mina, coniugata Ežova (in russo Елена Игоревна Кузьмина-Ежова?; Melitopol', 14 agosto 1977), è una pallavolista ucraina naturalizzata russa.
Gioca nel ruolo di libero nella Ženskij volejbol'nyj klub Dinamo-Kazan'.

## Carriera
La carriera professionistica di Elena Ežova inizia nella stagione 1999-00, quando viene ingaggiata dalla Ženskij Volejbol'nyj Klub MGFSO di Mosca, con cui debutta nella Superliga russa e con la quale gioca per tre annate. Dopo un campionato giocato col Volejbol'nyj klub Universitet-Technolog, scende in Vysšaja Liga B per vestire la maglia del Volejbol'nyj Klub Kazanočka, centrando la promozione in Vysšaja Liga A.
Dopo aver saltato per maternità una stagione, ritorna in campo e nella massima serie nel campionato 2006-07 con la Ženskij volejbol'nyj klub Dinamo Moskva: raggiunge ogni anno le finali scudetto, vincendone due, aggiudicandosi inoltre una Coppa di Russia; in ambito europeo raggiunge invece due finali di Champions League. Nella stagione 2010-11 indossa la maglia della Ženskij volejbol'nyj klub Dinamo Krasnodar, per poi fare ritorno nella stagione seguente alla rinominata Ženskij volejbol'nyj klub Dinamo-Kazan', vincendo il terzo scudetto della propria carriera.
Dopo essere tornata alla Ženskij volejbol'nyj klub Dinamo Moskva nel campionato 2012-13, passa allo Ženskij volejbol'nyj klub Fakel di Novyj Urengoj nel campionato successivo. In seguito alla chiusura del suo club, nella stagione 2014-15 fa ancora una volta ritorno alla Ženskij volejbol'nyj klub Dinamo-Kazan', con cui vince la Coppa di Russia 2016 e la Coppa CEV 2016-17.

## Palmarès

### Club
- Campionato russo: 3

2006-07, 2008-09, 2011-12
- Coppa di Russia: 2

2009, 2016
- Coppa CEV: 1

2016-17

### Premi individuali
- 2012 - Coppa di Russia: Miglior libero